# Ursula Curtiss
Ursula Curtiss (New York, 8 april 1923 – Albuquerque, 10 oktober 1984) was een Amerikaanse detectiveschrijfster. Zij was de dochter van schrijfster Helen Reilly en de zus van schrijfster Mary McMullen. Zij schreef detective- en suspenseboeken, waarvan er een aantal (zoals The deadly climate) verfilmd werden. In 1984 overleed zij aan kanker.
In Nederlandse vertaling verschenen van haar, in de Prisma-reeks van uitgeverij Het Spectrum:
- P 467 - De vlek in het mnarmer
- P 520 - De glimlachende moordenaar
- P 779 - De dodende stem (1962)

- Bibliothèque nationale de France: cb118983260 (data)
- Gemeinsame Normdatei: 121296717
- International Standard Name Identifier: 0000 0000 6641 5971
- Library of Congress Control Number: n79134970
- Nationale Bibliotheek van Tsjechië: xx0011328
- Nationale Bibliotheek van Israël: 987011910620805171
- Nederlandse Thesaurus van Auteursnamen: 074133802
- LIBRIS: 307546
- Système universitaire de documentation: 026807629
- Virtual International Authority File: 46759388
- WorldCat: E39PBJdrGyKpRVdC9XfRfwYVmd